# Lacanobia variegata
Lacanobia variegata är en fjärilsart som beskrevs av Jules Leon Austaut 1885. Lacanobia variegata ingår i släktet Lacanobia och familjen nattflyn. Inga underarter finns listade i Catalogue of Life.